# Tejszeba
Tejszeba (urart. Dim, Dte-e-i-še-ba) – urartyjskie bóstwo burzy i wojny, drugi w hierarchii panteonu Urartu po Chaldim. Symbolem Tejszeby był byk, niekiedy przedstawiano go na lwie. Za jego małżonkę uważano bogini Chubę, z którą spłodził syna Turani.
Ponieważ wiele elementów religii urartyjskiej zostało zapożyczonych z Mezopotamii, Tejszeba miał dużo wspólnych cech z asyryjskim bogiem Adadem. W piśmie klinowym Urartu imię boga zapisywane było za pomocą asyryjskiego ideogramu. Jego imię i atrybuty nawiązują również do huryckiego Teszuba. Istnieje teoria, że Tejszeba został zapożyczony przez Urartyjczyków z Mezopotamii za pośrednictwem Hetytów.
Na cześć Tejszeby zostało nazwane położone na wzniesieniu Karmir Blur miasto Tejszebaini. Liczba ofiar dla Tejszeby, jaką podają teksty urartyjskie, składała się z sześciu wołów i dwunastu owiec.
|                                                             |                                                              |                                                              |                                                                                            |
| Inskrypcja w języku asyryjskim na jednym z kamieni twierdzy | Płaskorzeźba z ruin twierdzy Adildżewaze i szkic na papierze | Płaskorzeźba z ruin twierdzy Adildżewaze i szkic na papierze | Odłamek tronu z brązu, znaleziony przy wykopaliskach w Toprakkale. Znajduje się w Ermitażu |